# Mięsień prosty przedni głowy
Mięsień prosty przedni głowy (łac. musculus rectus capitis anterior) – w anatomii człowieka mały, czworoboczny mięsień należący do głębokich mięśni szyi, z grupy mięśni przedkręgowych. Dolny przyczep ma na łuku przednim i u nasady wyrostka poprzecznego kręgu szczytowego. Biegnąc do góry i przyśrodkowo, przyczepia się na części podstawnej kości potylicznej. Unerwiony jest przez gałęzie brzuszne nerwów C1–C2. Jego funkcją jest zginanie głowy w stawie szczytowo-potylicznym.